# Verdi (Nevada)
Verdi é uma região censitária e comunidade não incorporada do condado de Washoe, no estado do Nevada, nos Estados Unidos.
Verdi é um subúrbio ocidental da cidade de Reno, próximo da Interstate 80. Segundo o censo efetuado em 2010, Verdi tinha uma população de 1415 habitantes. Faz parte da  Reno–Sparks Metropolitan Statistical Area. Até 2010, Verdi fazia parte da região censitária de Verdi-Mogul.

## Geografia

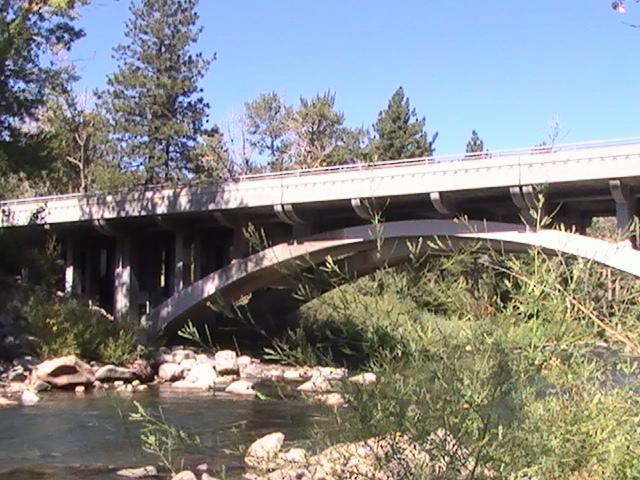
Ponte sobre Rio Truckee, como é vista do Crystal Peak Park em Verdi.

Verdi fica na fronteira ocidental do estado do Nevada com o da Califórnia.
De acordo com o United States Census Bureau, Verdi tem uma área total de 9 km2, sendo 8,7 km2 cobertos por terra e apenas 0,3 km2 de água.

## Demografia
Segundo o censo realizado em 2010 havia 1.415 habitantes nesta região censitária. Em relação à origem étnica dos habitantes:  The racial  95.5% eram brancos, 0.2% eram negros de origem africana,  0.4% eram nativos,  Native American, .9%  eram de origem asiática, 0.8% eram nativos do Havai, 5%  de outras origens, 1.6% de duas ou mais etnias, existiam 4,6% de origem hispânica. A média de idade é de 52,2 anos..
A área de Verdi é servida pelo Washoe County School District.

## Negócios
Verdi é sede dos dois casinos mais próximos da fronteira com o estado da Califórnia na Interstate 80 Terrible's Gold Ranch Casino na saída 2 e o Pinnacle Entertainment's Boomtown Casino & Hotel Reno na saída 4, ambos com parques.

## Enxame de sismos de 2008
Em fevereiro de 2008 começou um série de sismos que só terminou em junho desse ano. Nesse período termo ocorreram uma série de 5000 sismos com uma magnitude que variou entre 0.7 de magnitude  a 4.7 da escala de Richter.